# Rose-Marie Mousseaux
Rose-Marie Mousseaux, född 1979 i Lannion, är en fransk konservator och antikvetare.
Mousseauc examinerades som konservator vid Institut national du patrimoine år 2007. Hon arbetade därefter vid Musée Carnavalet. I juli 2013 utsågs hon till chef för Musée Cognacq-Jay, med tillträde i januari 2014. Hon lämnade Musée Cognacq-Jay 2018 för att arbeta vid Louvre Abu Dhabi. Den 1 mars 2021 tillträdde hon som chef för Musée d'archéologie nationale där hon efterträdde Hilaire Multon.
År 2014 upptogs hon på brittiska tidskriften Apollos lista "40 under 40 Europe".